# Nomada tricurta
Nomada tricurta là một loài Hymenoptera trong họ Apidae. Loài này được Swenk mô tả khoa học năm 1915.